# Anna Murphy
Anna Maria Murphy (Luzern, 10 augustus 1989) is een Zwitsers muzikante, zangeres, songwriter en geluidstechnicus. Ze is bekend geworden als zangeres van folkmetalband Eluveitie, waarin ze van 2006 tot en met 2016 actief was. Sinds 2016 is ze zangeres van de mede door haar opgerichte progressievemetalband Cellar Darling.

## Levensloop
Anna Murphy werd geboren in de Zwitserse stad Luzern. Haar vader, Andrew Murphy, komt van oorsprong uit Dublin; haar moeder, Christiane Boesiger, is Zwitsers. Haar ouders zijn operazangers, waardoor ze al op jonge leeftijd in aanraking kwam met muziek.

## Carrière
In 2006 — op zestienjarige leeftijd — trad ze toe tot de Zwitserse folkmetalband Eluveitie. Ze begon daar met het bespelen van de draailier en niet veel later werd ze ook zangeres en fluitiste. Aan het begin van 2010 richtte Murphy samen met Eluveitie-lid Meri Tadic de ambientband godnr.universe! op. Aan het einde van het jaar trad ze tevens toe tot de folkband Fräkmündt, waarmee ze meedeed aan de nationale voorronde van het Eurovisiesongfestival 2011. De band nam deel met het nummer D'Draachejongfer, maar verloor uiteindelijk van Anna Rossinelli.
Sinds begin 2011 werkt Murphy als geluidstechnicus bij Obernauer Soundfarm Studios in Luzern. Ook kreeg ze datzelfde jaar een plekje in de band Nucleus Torn.
In 2014 werd Murphy lid van de band Lethe. Op 5 mei 2016 kondigde Murphy samen met Ivo Henzi en Merlin Sutter aan uit Eluveitie te stappen en een nieuwe band op te richten. De bandnaam werd uiteindelijk Cellar Darling, genoemd naar haar gelijknamige soloalbum.
In augustus 2022 richtte Murphy samen met Marjana Semkina van Iamthemorning de band Maer op.
Murphy heeft een platencontract bij Nuclear Blast.

## Discografie

### Met Eluveitie
| Jaar | Titel                                | Opmerkingen |
| ---- | ------------------------------------ | ----------- |
| 2008 | Slania                               | Album       |
| 2009 | Evocation I: The Arcane Dominion     | Album       |
| 2010 | Everything Remains (As It Never Was) | Album       |
| 2012 | Helvetios                            | Album       |
| 2014 | Origins                              | Album       |

### Met godnr.universe!
| Jaar | Titel           | Opmerkingen |
| ---- | --------------- | ----------- |
| 2010 | godnr.universe! | Album       |

### Met Fräkmündt
| Jaar | Titel                                  | Opmerkingen |
| ---- | -------------------------------------- | ----------- |
| 2010 | Uufwärts e d'Föuse, bärgwärts e d'Rueh | Album       |
| 2011 | Heiwehland                             | Album       |
| 2014 | Landlieder & Frömdländler              | Album       |

### Met Nucleus Torn
| Jaar | Titel              | Opmerkingen |
| ---- | ------------------ | ----------- |
| 2011 | Golden Age         | Album       |
| 2014 | Street Lights Fail | Album       |

### Met Lethe
| Jaar | Titel                         | Opmerkingen |
| ---- | ----------------------------- | ----------- |
| 2014 | When Dreams Become Nightmares | Album       |
| 2017 | The First Corpse On The Moon  | Album       |

### Met Cellar Darling
| Jaar | Titel             | Opmerkingen |
| ---- | ----------------- | ----------- |
| 2017 | This Is the Sound | Album       |
| 2019 | The Spell         | Album       |

### Met Maer
| Jaar | Titel  | Opmerkingen |
| ---- | ------ | ----------- |
| 2022 | Sister | Album       |

### Solomuziek
| Jaar | Titel          | Opmerkingen |
| ---- | -------------- | ----------- |
| 2013 | Cellar Darling | Album       |

### Overig/als gastmuzikant
| Jaar | Met artiest(en)       | Titel                           | Opmerkingen |
| ---- | --------------------- | ------------------------------- | ----------- |
| 2010 | Holy Grail            | Crisis in Utopia                |             |
| 2010 | Swashbuckle           | Crime Always Pays               |             |
| 2011 | Varg                  | Wolfskult                       |             |
| 2011 | Status Minor          | Ouroboros                       |             |
| 2012 | Blutmond              | Revolution Is Dead              |             |
| 2014 | Haïrdrÿer             | Off to Haïradise                |             |
| 2015 | Varg                  | Rotkäppchen                     |             |
| 2016 | Back to Life          | A Tribute to Goodbye to Gravity |             |
| 2016 | Evenmore              | Last Ride                       |             |
| 2016 | Varg                  | Das Ende aller Lügen            |             |
| 2017 | Folkestone            | Ossidiana                       |             |
| 2018 | Leah                  | Ancient Winter                  |             |
| 2019 | Appearance of Nothing | In Times of Darkness            |             |
| 2019 | Wear Your Sins        | Orpheus Omega                   |             |
| 2021 | Paydretz              | Chroniques de l'insurrection    |             |